# Stenus kiesenwetteri
Stenus kiesenwetteri är en skalbaggsart som beskrevs av Wilhelm Gottlob Rosenhauer 1856. Stenus kiesenwetteri ingår i släktet Stenus, och familjen kortvingar. Arten har ej påträffats i Sverige.